# 埃馬斯拉 (佛羅里達州)
埃馬斯拉（英語：Emathla）是位於美國佛羅里達州馬里昂縣的一個非建制地區。該地的面積和人口皆未知。

## 地理
埃馬斯拉的座標為29°16′57″N 82°17′32″W / 29.28250°N 82.29222°W，而該地的平均海拔高度為32米（即105英尺）。